# Charouine
Charouine (in caratteri arabi: شروين) è una città dell'Algeria, capoluogo dell'omonimo distretto, nella provincia di Timimoun.